# Belgian Juniors 2006
Das Belgian Juniors der Saison 2006/2007 als bedeutendstes internationales Nachwuchsturnier von Belgien im Badminton fand vom 12. bis zum 14. Januar 2007 statt.

## Sieger und Platzierte
| Disziplin    | Gold                                | Silber                            | Bronze                            |
| ------------ | ----------------------------------- | --------------------------------- | --------------------------------- |
| Herreneinzel | Pedro Martins                       | Quintus Thies                     | David Obernosterer                |
| Herreneinzel | Pedro Martins                       | Quintus Thies                     | Zvonimir Đurkinjak                |
| Dameneinzel  | Lianne Tan                          | Pupin Pamela Gandaria Bisri       | Gabriela Banova                   |
| Dameneinzel  | Lianne Tan                          | Pupin Pamela Gandaria Bisri       | Flora Sabigno                     |
| Herrendoppel | Stephen McPhail Kenny Young         | Elias Bourahla Laurent Constantin | Duncan 'Leith Peter Hockey        |
| Herrendoppel | Stephen McPhail Kenny Young         | Elias Bourahla Laurent Constantin | Arnaud Génin Paul van Rietvelde   |
| Damendoppel  | Séverine Corvilain Lianne Tan       | Sandrine Callon Émilie Lefel      | Steffi Annys Zuzana Orlovská      |
| Damendoppel  | Séverine Corvilain Lianne Tan       | Sandrine Callon Émilie Lefel      | Jillie Cooper Gillian Sloan       |
| Mixed        | Zvonimir Đurkinjak Staša Poznanović | Jakub Bitman Zuzana Orlovská      | Damien Macquet Séverine Corvilain |
| Mixed        | Zvonimir Đurkinjak Staša Poznanović | Jakub Bitman Zuzana Orlovská      | Thomas Bethell Jillie Cooper      |